# طريقة الحالة
طريقة الحالة هي نهج تربوي يستخدم حالات فرض القرار لوضع الطلاب في دور الأشخاص الذين واجهوا قرارات صعبة في مرحلة ما في الماضي. تطورت خلال القرن العشرين من أصولها في طريقة كتاب الحالات لتدريس القانون التي ابتكرها الباحث القانوني في جامعة هارفارد كريستوفر لانغديل. في تناقض حاد مع العديد من طرق التدريس الأخرى، تتطلب طريقة الحالة أن يمتنع المعلمون عن تقديم آرائهم الخاصة حول القرارات المعنية. بدلاً من ذلك، فإن المهمة الرئيسية للمدرسين الذين يستخدمون طريقة الحالة هي مطالبة الطلاب بوضع حلول للمشكلات التي تطرحها كل حالة ووصفها والدفاع عنها.